# Nexter Aravis
Il Nexter Aravis è un Infantry Mobility Vehicle (IMV) – una tipologia di veicolo trasporto truppe – 4×4 MRAP prodotto dalla Nexter con il supporto di Unimog (chassis "U5000"). L'Aravis è entrato in servizio con l'Armée de terre nel 2010 nel 13e régiment du génie. La designazione dell'Armée de terre è Véhicule Blindé Hautement Protégé – VBHP (veicolo blindato altamente protetto).

## Storia

### Sviluppo
Questo veicolo è stato sviluppato su fondi propri da Nexter e si basa sul telaio del camion tedesco Unimog U5000. L'Aravis è stato presentato al pubblico al salone Eurosatory il 16 giugno 2008.
Il 16 aprile 2009, nell'ambito del piano di rilancio dell'economia, il Ministero della Difesa ha ordinato 15 Aravis per le truppe del genio militare in servizio in Afghanistan, per essere impiegato insieme al Buffalo e al SOUVIM, già presenti sul teatro delle operazioni. L'importo del contratto è stato di 20 milioni di euro. L'Aravis francese è dotato della torretta RWS Kongsberg "Protector M151" con una mitragliatrice "Browning M2" da 12,7 mm, che già equipaggiava anche il VAB TOP; la consegna dei primi 4 veicoli – dalla DGA all'Armée de terre – è avvenuta il 19 gennaio 2010, i rimanenti 11 veicoli sono stati consegnati entro aprile del 2010. I veicoli sono stati assegnati al 13e régiment du génie dell'Armée de terre.
Alla fine di settembre 2010, 11 esemplari (sui 15 ricevuti) sono stati inviati in Afghanistan e dal 25 ottobre sono stati impiegati dalle unità del genio militare dell'Armée de terre per operazioni di sminamento. Un esemplare è stato danneggiato in Afghanistan l'11 novembre 2010. A fine 2012 i veicoli in servizio erano 15 (15 a fine 2012) e il costo unitario annuale per il mantenimento in servizio nel 2013 ammontava a € 125 000.

### Impiego operativo
Francia – Armée de terre – 13e régiment du génie
2010-2012 – Guerra in Afghanistan (Opération Pamir)
2016- – Guerra in Mali – Insurrezione islamica nel Maghreb (Opération Barkhane)
 Gabon – Armée de terre gabonaise
2015- – MINUSCA nella Repubblica Centrafricana

## Tecnica
Questo mezzo blindato pesa 12,5 tonnellate in ordine di combattimento e può trasportare fino a 7 militari con le loro attrezzature oltre al conducente. L'Aravis è aerotrasportabile su velivoli come C-130, A400M e C-17.
La sua corazzatura corrisponde allo standard STANAG 4569 Livello 4; essa è quindi resistente a: proiettili perforanti (AP) di una mitragliatrice pesante da 14,5 × 114 mm a 200 m di distanza, esplosioni di artiglieria da 155 mm a 30 m, mine anticarro (AT) da 10 kg di massa esplosiva; dei test hanno inoltre dimostrato che è capace di resistere a IEDs da 50 kg di massa esplosiva posti ad una distanza di 5 m.
L'Aravis è equipaggiato con un motore Diesel Mercedes-Benz "OM 924" BlueTec da 4 801 cm³ a 4 cilindri in linea da 218 CV (160 kW; 215 hp) a 2 200 giri/min e da 810 N·m a 1 200-1 600 giri/min. Il mezzo è dotato di un cambio automatico, ha una velocità massima di 100 km/h (62 mph) e un'autonomia di oltre 750 km (470 mi).
Il mezzo può essere equipaggiato con diversi armamenti, a controllo manuale o remoto: una mitragliatrice da 7,62 mm, una mitragliatrice pesante da 12,7 mm o un cannone automatico da 20 mm.
Con poche superfici vetrate, a parte il grande parabrezza, l'Aravis dispone di 7 telecamere per offrire all'equipaggio una visione panoramica completa e permanente. Esso è equipaggiato di serie di un sistema run-flat e di una gestione centralizzata della pressione degli pneumatici (CTIS).

### Armamento
Di seguito i differenti tipi di armamento dell'Aravis, a controllo manuale o remoto:
- Panhard WASP (mitragliatrice "FN MAG" da 7,62 mm)
- Panhard WASP Milan-ER (mitragliatrice "FN MAG" + missile anticarro Milan-ER).
- Kongsberg "Protector M151" (mitragliatrice "Browning M2" da 12,7 mm)
- Kongsberg "Protector M151" (lanciagranate automatico "Mk 19" da 40 mm).
- Nexter ARX20 (cannone automatico "M621" da 20 mm).

## Versioni
Le versioni proposte da Nexter (2014):
- Transport de troupe – Armoured Personnel carrier – Trasporto truppe
- Appui-feu – Direct Fire Support – Supporto di fuoco
- Poste de commandement – Command Post – Posto di comando
- Observation – Observation – Osservazione
- Assault (SWAT) – Assault ladder (SWAT) – Assalto (SWAT)

Altre versioni:
- Maintien de la paix – Peacekeeping – Peacekeeping[9]

## Utilizzatori

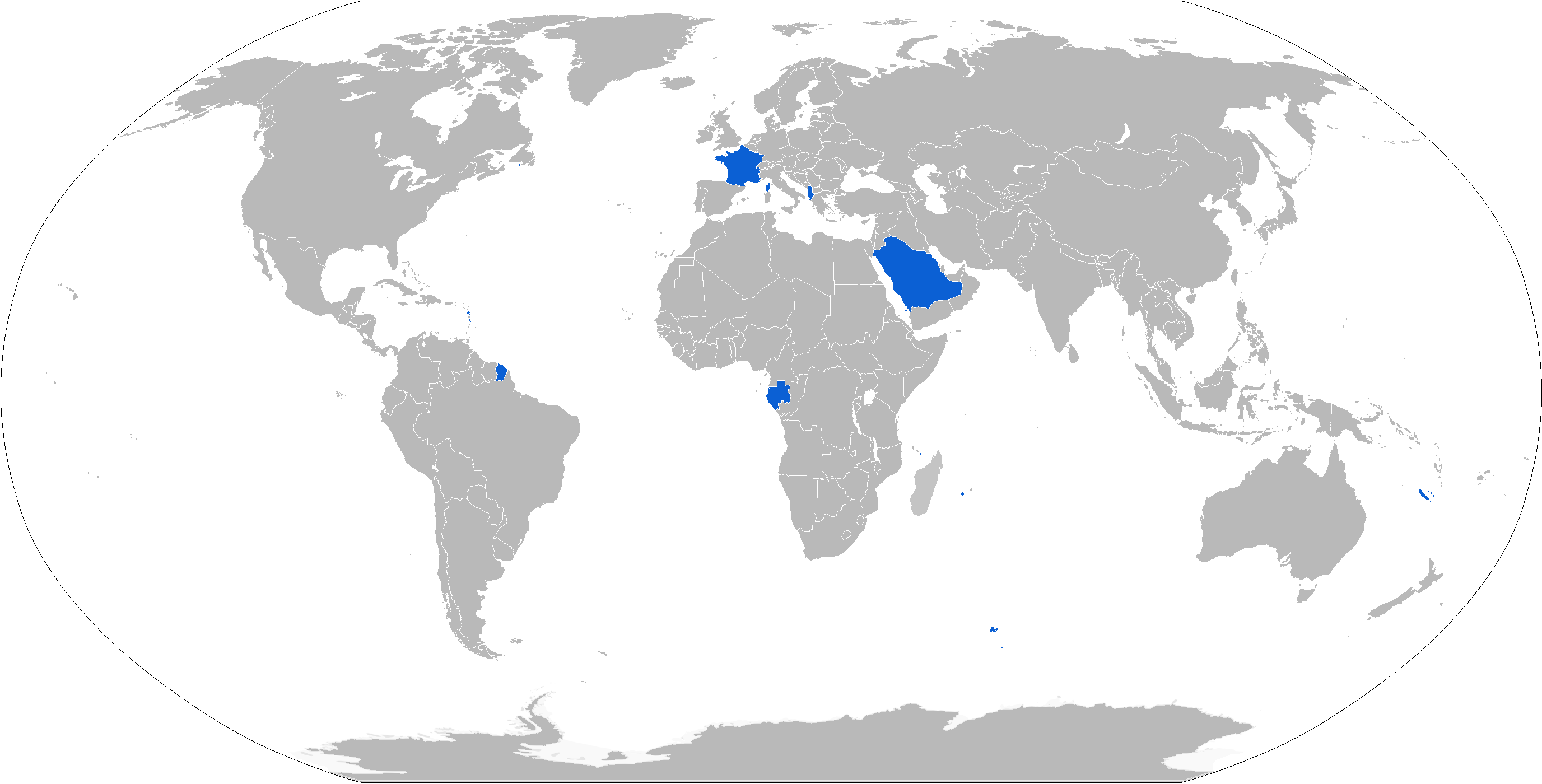
Paesi utilizzatori dell'Aravis

Francia – Armée de terre – 13e régiment du génie
15 veicoli, ordinati nel 2009 e consegnati nel 2010
 Albania - Forca tokesore
 Arabia Saudita – Guardia nazionale dell'Arabia Saudita
73 + 191 veicoli, ordinati rispettivamente nel 2011 e 2012
 Gabon – Armée de terre gabonaise
12 veicoli, ordinati nel 2014 e consegnati nel 2015-2016, in configurazione «mantenimento della pace», equipaggiati con la torretta RWS "ARX20" e il cannone automatico "M621" da 20 mm